# Araespor longicollis
Araespor longicollis là một loài bọ cánh cứng trong họ Cerambycidae. Chúng thường được tìm thấy ở Cuba hoặc Fiji.